# Pengo (jeu vidéo)
 (août 2020).
Si vous disposez d'ouvrages ou d'articles de référence ou si vous connaissez des sites web de qualité traitant du thème abordé ici, merci de compléter l'article en donnant les références utiles à sa vérifiabilité et en les liant à la section « Notes et références ».
Pengo est un jeu vidéo développé par Coreland et édité par Sega, sorti en 1982 sur borne d'arcade. Il a été adapté sur Atari 2600, Atari 5200, Atari 8-bit, Commodore 64, Thomson Gamme MOTO, Game Gear et PC. Il a connu une suite appelée Pepen ga Pengo sur Mega Drive.

## Accueil
Au Japon, Pengo est le quatrième jeu d'arcade le plus profitable de l'année 1982 selon le magazine Game Machine.